# Katerina Stewart
Katerina Stewart (* 17. Juli 1997 in Miami, Florida) ist eine US-amerikanische Tennisspielerin.

## Karriere
Katerina Stewart begann mit drei Jahren mit dem Tennisspielen und ihr bevorzugter Belag ist der Sandplatz. Sie spielt vor allem auf Turnieren der ITF Women’s World Tennis Tour, bei der sie bisher 13 Einzel- und fünf Doppeltitel gewinnen konnte.
2014 erhielt sie eine Wildcard für das Damendoppel der US Open. 2015 erhielt sie jeweils eine Wildcard für die Qualifikation in Wimbledon und bei den US Open.

## Turniersiege

### Einzel
| Nr. | Datum            | Turnier              | Kategorie   | Belag     | Finalgegnerin        | Ergebnis              |
| --- | ---------------- | -------------------- | ----------- | --------- | -------------------- | --------------------- |
| 1.  | 16. März 2014    | Orlando              | ITF $10.000 | Sand      | Jelisaweta Jantschuk | 6:1, 6:1              |
| 2.  | 22. Juni 2014    | Bethany Beach        | ITF $10.000 | Sand      | Josie Kuhlman        | 6:0, 6:3              |
| 3.  | 29. Juni 2014    | Charlotte            | ITF $10.000 | Sand      | Josie Kuhlman        | 6:1, 7:62             |
| 4.  | 15. März 2015    | Gainesville          | ITF $10.000 | Sand      | Sofia Kenin          | 6:4, 4:6, 6:4         |
| 5.  | 29. März 2015    | Palm Harbor          | ITF $25.000 | Sand      | Maryna Zanevska      | 1:6, 6:3, 2:0 Aufgabe |
| 6.  | 10. Mai 2015     | Indian Harbour Beach | ITF $50.000 | Sand      | Louisa Chirico       | 6:4, 3:6, 6:3         |
| 7.  | 13. März 2016    | Weston               | ITF $10.000 | Sand      | Chanel Simmonds      | 3:6, 6:2, 6:1         |
| 8.  | 20. März 2016    | Orlando              | ITF $10.000 | Sand      | Grace Min            | 6:4, 6:3              |
| 9.  | 6. August 2017   | Fort Worth           | ITF $25.000 | Hartplatz | Emiliana Arango      | 6:4, 6:1              |
| 10. | 18. März 2018    | Tampa                | ITF $15.000 | Sand      | Jessica Pegula       | 6:2, 6:3              |
| 11. | 19. Mai 2019     | Naples               | ITF W15     | Sand      | Belinda Woolcock     | 6:4, 6:3              |
| 12. | 27. Oktober 2019 | Macon                | ITF W80     | Hartplatz | Shelby Rogers        | 6:72, 6:3, 6:2        |
| 13. | 10. Oktober 2021 | Hilton Head Island   | ITF W15     | Sand      | Raveena Kingsley     | 6:4, 6:2              |

### Doppel
| Nr. | Datum             | Turnier            | Kategorie   | Belag | Partnerin         | Finalgegnerinnen                             | Ergebnis           |
| --- | ----------------- | ------------------ | ----------- | ----- | ----------------- | -------------------------------------------- | ------------------ |
| 1.  | 15. Dezember 2012 | Antalya            | ITF $10.000 | Sand  | Justine De Sutter | Irina Bara Ioana Loredana Roșca              | 7:5, 6:4           |
| 2.  | 1. Februar 2015   | Sunrise            | ITF $25.000 | Sand  | Anna Kalinskaja   | Paula Cristina Gonçalves Beatriz Haddad Maia | 7:66, 5:7, [10:6]  |
| 3.  | 12. März 2016     | Weston             | ITF $10.000 | Sand  | Tess Sugnaux      | Julieta Lara Estable Jasmine Paoline         | 7:62, 6:3          |
| 4.  | 24. August 2019   | Guayaquil          | ITF W25     | Sand  | Gabriela Talabă   | Yuliana Lizarazo Camila Osorio               | 61:7, 7:66, [10:7] |
| 5.  | 9. Oktober 2021   | Hilton Head Island | ITF W15     | Sand  | Anastasia Sysoeva | Emily Meyer Aran Teixidó García              | kampflos           |

## Abschneiden bei Grand-Slam-Turnieren

### Doppel
| Turnier         | 2014 | Karriere |
| --------------- | ---- | -------- |
| Australian Open | —    | —        |
| French Open     | —    | —        |
| Wimbledon       | —    | —        |
| US Open         | 1    | 1        |